# Oswaldia intermedia
Oswaldia intermedia är en tvåvingeart som beskrevs av Ziegler och Hiroshi Shima 1996. Oswaldia intermedia ingår i släktet Oswaldia och familjen parasitflugor. Inga underarter finns listade i Catalogue of Life.